# Hospital General de Catalunya
L'Hospital General de Catalunya (HGC) és un centre sanitari privat de Sant Cugat del Vallès fundat el 1983 i propietat del grup Quirón Salud. És hospital docent de la Facultat de Medicina de la Universitat Internacional de Catalunya, entre d'altres.

## Història
El projecte es va iniciar el 1973, quan un exregidor de Barcelona, Leonci Domènech Closas, i un exgerent de Sant Pau, Carles Soler Durall, van posar en marxa la idea de crear un hospital de la societat civil, del qual fossin propietaris els seus usuaris. El centre es va inaugurar el 1983 amb 7.000 milions de pessetes corresponents a les aportacions aconseguides de 70.000 socis, una capacitat de 750 llits distribuïts en quatre luxoses plantes i deu sales d'operacions. Va néixer per atendre la classe mitjana i alta, comerciants, professionals liberals i empresaris sense cobertura de la Seguretat Social, però quan la sanitat pública va incloure als autònoms va perdre molts socis potencials: en preveia 300.000 i es va quedar en 76.000. Inicialment, va tenir un problema en l'accés i fins i tot es va anunciar la recollida amb helicòpter de malalts en qualsevol punt de la geografia, però la millora dels hospitals comarcals el va perjudicar. Les accions quota inicials, les aportacions milionàries d'alguns socis i la mútua creada no van ser suficients davant les despeses. Llavors es va recórrer a l'endeutament i al pagament d'interessos que van portar a la suspensió de pagaments el 1993.

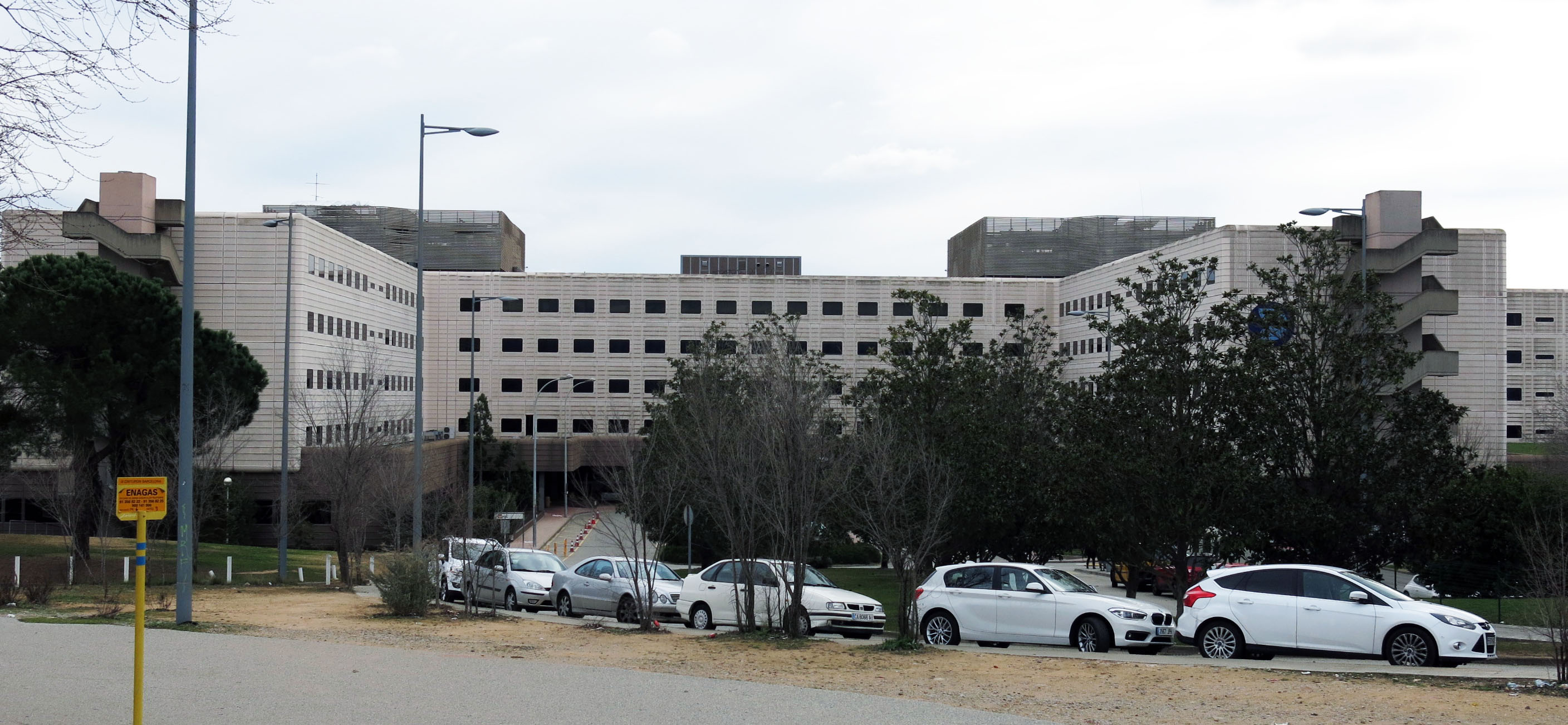
Vista general de l'hospital

L'any 2001 es va trobar en situació de fallida voluntària amb uns deutes de 17.000 milions de pessetes i es va adjudicar la gestió del centre a l'empresa «Catalana de Diagnòstic i Cirurgia» que va preveure una inversió de 6.800 euros en 5 anys.
El 21 d'octubre de 2016 la Generalitat de Catalunya va anunciar la seva intenció de comprar l'hospital per 55 milions d'euros i convertir-lo en un centre públic, tot i que els responsables de la propietat del centre sanitari, Quirónsalud, van emetre el mateix dia un comunicat on afirmaven que «no hi havia cap oferta en ferm, ni negociació formal en marxa», obrint-se un debat públic amb el conseller de Salut de la Generalitat, Antoni Comín sobre l'existència, o no, de l'oferta de compra.